# Château d'Hémenard
Le Château d'Hémenard  était un château français situé à Saint-Berthevin-la-Tannière, dans le département de la Mayenne et la région des Pays de la Loire. C'est désormais un logis seigneurial et une ferme situés à 1 500 mètres au Nord-Ouest du bourg.

## Désignation
- Foresta que vocatur Haia Mainardi, 1128 (Cartulaire de l'Abbayette, p. 22).
- Decima frumenti de tota Haia Mainart, v. 1160 (Cartulaire de l'Abbaye de Savigny).
- Frumentaria de Haia Mainart, v. 1200 (Cartulaire de l'Abbaye de Savigny).
- Foresta de Haia Mainard, 1191-1212 (Cartulaire de l'Abbayette, p. 33).
- Terra quæ sita est juxta Haiam Menart, 1220 (Cartulaire de l'Abbaye de Fontaine-Daniel, p. 124).
- Tractus de Haia Menardi ; … nemus de Haia Menardi, 1320 (Cartulaire de l'Abbayette, p. 49).
- Haemenard, 1354 (Cartulaire de l'Abbayette, p. 49).
- Hamenard, 1406 (Titres de M. de Crozé).
- Hemnard, château, étang et moulin (Hubert Jaillot)
- Hemenard, château et chapelle (Carte de Cassini)
- Hemnard (Cadastre)

## Histoire
Hémenard formait au XIIe siècle un territoire, partie en forêt, partie en culture après défrichement, qui s'étendait entre le ruisseau de la Hogue et celui de la Cossevinière. La seigneurie et le patronage de l'église de la Tannière étaient attachés au fief, qui relevait de la Châtellenie de Pontmain à charge de huit jours de garde au château, d'un arc de coudre et de deux bousons. 
L'ancien manoir a été remplacé en 1744, par « la Maison-Neuve d'Hémenard». Il n'est fait mention de la chapelle qu'au XVIIIe siècle Permission est accordée d'y célébrer la messe en 1714, 1727, et la Carte de Cassini l'indique encore. Il n'en reste plus trace.
La cheminée de l'ancien logis et un dessus de porte marqué d'une accolade que surmonte un écu, ont été transportés et utilisés dans la maison de ferme. Les tombes des familles des Nos et de Chappedelaine sont dans l'église de la Tannière, plusieurs cachées sous le parquet du sanctuaire.

## Sources et bibliographie
- « Château d'Hémenard », dans Alphonse-Victor Angot et Ferdinand Gaugain, Dictionnaire historique, topographique et biographique de la Mayenne, Laval, A. Goupil, 1900-1910 [détail des éditions] (BNF 34106789, présentation en ligne)